# Кіров (станція)
Кіров (рос. Киров) — головна пасажирська вузлова залізнична станція міста Кіров, центральна станція Кіровського регіону Горьківської залізниці, розташована на північному і новому напрямку Транссибірської магістралі. Обслуговує пасажирські перевезення московського, петербурзького, котласького і пермського напрямків. Вантажні перевезення по околицях обходу Кірова.
Кіровський залізничний вузол електрифіковано на змінному струмі. Станція є вузловою, від неї відходять три напрямки: на Москву і Санкт-Петербург (станція Чухломинський), на Перм (роз'їзд Красносельський) і на Котлас (станція Кіров-Котласький). При станції працює локомотивне і вагонне депо. У локомотивному депо обертається, в основному електровози серії ЧС4т, а також деяка кількість електровозів ЕП1. Вагонне депо формує пасажирські поїзди далекого та місцевого сполучення, в тому числі також фірмовий поїзд № 31/32 «В'ятка» Кіров — Москва.